# Ağaçlı, Beşikdüzü
Ağaçlı là một xã thuộc huyện Beşikdüzü, tỉnh Trabzon, Thổ Nhĩ Kỳ. Dân số thời điểm năm 2011 là 295 người.